# Mallada herasinus
Mallada herasinus är en insektsart som först beskrevs av Navás 1929.  Mallada herasinus ingår i släktet Mallada och familjen guldögonsländor. Inga underarter finns listade i Catalogue of Life.